# Happiness (Arashi)
Happiness è un brano musicale del gruppo musicale giapponese Arashi, pubblicato come loro ventesimo singolo il 5 settembre 2007. Il brano è incluso nell'album Dream "A" Live, decimo lavoro del gruppo. Il singolo ha raggiunto la prima posizione della classifica Oricon dei singoli più venduti in Giappone, vendendo 290.498. Il singolo è stato certificato disco di platino. Il brano è stato utilizzato come tema musicale del dorama televisivo Yamada Tarō monogatari, che vede protagonisti i membri del gruppo Kazunari Ninomiya e Shō Sakurai.

## Tracce
CD Singolo JACA-5071
1. Happiness
2. Still...
3. Happiness (Original Karaoke)
4. Still... (Original Karaoke)

## Classifiche
| Classifica (2007) | Posizione più alta |
| ----------------- | ------------------ |
| Giappone (Oricon) | 1                  |